# Lucía Alemany
Lucía Alemany   (Traiguera, 1985) és una directora de cinema valenciana.

## Trajectòria
Alemany va estudiar cinematografia a l'ESCAC. L'any 2015, va debutar com a cineasta amb el curtmetratge de ficció 14 anys i un dia. Es va estrenar en el món del llargmetratge amb La innocència. Rodat l'any 2019 a Traiguera, el Baix Maestrat –on es va criar–, amb les interpretacions de Carme Arrufat, Laia Marull, Sergi López i Joel Bosqued, retrata el pas a la maduresa d'una adolescent que creix en un entorn opressiu. En paraules de la directora: «el primer que teníem clar era com rodar. Perquè en el moment que neix el projecte, que és a partir del curt, sabíem que faríem una pel·lícula realista, i per això havíem de comptar amb la improvisació i alhora havíem de trencar les normes d'allò convencional». La pel·lícula s'estrenà en la secció Nous Horitzons del Festival Internacional de Cinema de Sant Sebastià 2019.
Al febrer de 2022 s'anuncià el rodatge del seu segon film, Mari(dos), en aquest cas un projecte d'encàrrec en castellà rodat al Pirineu aragonès i protagonitzat per Paco Léon i Ernesto Alterio.

## Filmografia

### Curtmetratges
- 2015: 14 anys i un dia. Directora, guionista i productora.[9]

### Llargmetratges
- 2019: La innocència. Directora i guionista.[10]
- 2023: Mari(dos) Directora.[11]

### Series de televisió
- 2019: 69 raons (directora, guionista del programa complet, 12 episodis). Per a À punt.
- 2021: Vida perfecta (directora del episodi tres de la segona temporada). Per a Movistar+.
- 2021: Élite: Historias breves. Samuel, Omar (directora de la mini serie completa, 3 episodis). Per a Netflix.
- 2021: Élite: Historias breves. Phillipe, Caye, Felipe (directora de la mini serie completa, 3 episodis) Per a Netflix.